# Benedict Anderson
Benedict Richard O'Gorman Anderson (ur. 26 sierpnia 1936, Kunming, zm. 13 grudnia 2015 w Batu) – amerykański historyk i politolog. Najbardziej znany ze swojej książki Wspólnoty wyobrażone z 1983, w której badał pochodzenie nacjonalizmu.
Anderson był emerytowanym profesorem Aarona L. Binenkorba na Międzynarodowych Studiach Rządów i Azji na Uniwersytecie Cornella. Był poliglotą zainteresowanym Azją Południowo-Wschodnią. Jego prace opublikowane w Cornell Paper obaliły oficjalną historię Ruchu Indonezji z 30 września i następnych czystek antykomunistyczne w latach 1965–1966, co doprowadziło do jego wydalenia z tego kraju. Był bratem historyka Perry'ego Andersona.

## Prace
- Java in a Time of Revolution: Occupation and Resistance, 1944-1946 (1972)
- Imagined Communities: Reflections on the Origin and Spread of Nationalism (1983; wyd. pol. Wspólnoty wyobrażone: rozważania o źródłach i rozprzestrzenianiu się nacjonalizmu, tłum. Stefan Amsterdamski, wyd. Znak, Kraków 1997)
- In the Mirror: Literature and Politics in Siam in the American Era (1985)
- Literature and Politics in Siam in the American Era (1986)
- Language and Power: Exploring Political Cultures in Indonesia (1990)
- The Spectres of Comparison: Nationalism, Southeast Asia, and the World (1998)
- Under Three Flags: Anarchism and the Anti-colonial Imagination (2005)